# Deserto di Bayuda

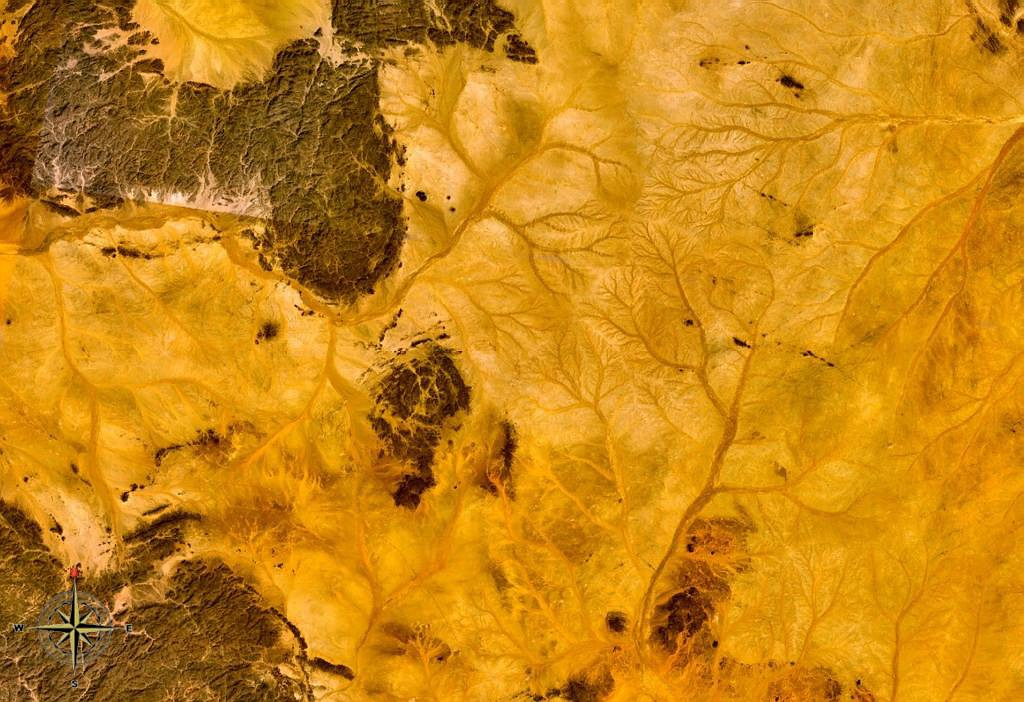
Porzione del deserto di Bayuda visto dallo spazio.

Il deserto di Bayuda è situato a nord della moderna città di Khartoum, Sudan, a ovest di Kadabas, e a sud del deserto di Nubia, insieme fanno parte della sezione orientale del deserto del Sahara. 
È situato alle coordinate di 18°N 33°E.